# Sunnyside, Utah
Sunnyside är en ort i Carbon County i delstaten Utah, USA.